# عقد 10 هـ
عقد 10 هـ هو الفترة بين عام 10 إلى 19 في التقويم الهجري، أي العشر سنوات الثانية من القرن الأول الهجري.

## أحداث

### 10 هـ
- حجة الوداع، حج النبي محمد حجته الأولى والأخيرة
- ادعاء مسيلمة الكذاب النبوة
- سرية علي بن أبي طالب إلى اليمن
- إسلام أهل نجران

### 11 هـ
- وفد نخع
- تجهيز جيش أسامة بن زيد لقتال الروم
- حجة الوداع
- مرض النبي محمد ثم وفاته.
- نزول آية ﴿وَاتَّقُوا يَوْمًا تُرْجَعُونَ فِيهِ إِلَى اللَّهِ ثُمَّ تُوَفَّى كُلُّ نَفْسٍ مَا كَسَبَتْ وَهُمْ لَا يُظْلَمُونَ ۝٢٨١﴾ [البقرة:281] وهي على الأغلب آخر آية نزلت من القرآن الكريم.[1]
- تولية أبوبكر الصديق الخلافة بعد الرسول.
- بداية حروب الردة.
- قصة الأسود العنسي
- قتال مسيلمة الكذاب في معركة اليمامة.
- معركة اليمامة

### 12 هـ
- 11 رجب - معركة عين التمر
- أبو بكر الصديق يوصي الجيوش بوصيته المشهورة قبل فتح بلاد الشام.
- زواج علي بن أبي طالب من أمامة بنت أبي العاص وهي ابنة زينب بنت الرسول.
- معركة ذات السلاسل بين خالد بن الوليد قائد جيش المسلمين هرمز قائد الجيش الفارسي وانتهت بنصر ساحق لخالد ضد الفرس.
- شجاع بن وهب
- جمع القرآن

### 13 هـ
- تولية عمر بن الخطاب الخلافة بعد أبو بكر وذلك يوم الثلاثاء 8 جمادى الآخرة.
- 13 رجب - معركة اليرموك في الشام بين المسلمين تحت قيادة خالد بن الوليد والروم بقيادة هرقل وبها إنتهى عصر الرومان.
- معركة الجسر ما بين المسلمين بقيادة أبو عبيد الثقفي والفرس. وقد انهزم المسلمون هزيمة قاسية وكاد أن يفنى الجيش بأكمله.
- فتح العراق

### 14 هـ
- فتح دمشق بقيادة أبو عبيدة بعد حصار دام أقل من عام.
- القوات الإسلامية تدخل مدينة غزة وبعلبك وحمص ضمن حملة لفتح بلاد الشام.
- معركة الجسر

### 15 هـ
- معركة القادسية، وهي إحدى معارك الفتح الإسلامي لفارس وقعت في 13 شعبان من هذا العام.
- معركة اليرموك، وقعت في هذا العام بين المسلمين والروم.
- العهدة العمرية

### 16 هـ
- فتح المدائن، في شهر صفر سنة 16 للهجرة.
- معركة جلولاء، وقعت في سنة 16 للهجرة الموافق 637 ميلادية، بعد فتح المدائن
- فتح القدس
- فتح تكريت في جمادى
- فتح حلوان على يد القعقاع بن عمرو التميمي
- فتح قرقيسيا
- فتح ماسبذان
- حج بالناس في هذه السنة عمر بن الخطاب، واستخلف على المدينة زيد بن ثابت

### 17 هـ
- بناء الكوفة
- عزل خالد بن الوليد عن قيادة الجيوش الإسلامية
- اعتمر عمر بن الخطاب وبنى المسجد الحرام ووسع فيه، وأقام بمكة عشرين ليلة
- تزوج عمر بن الخطاب من أم كلثوم بنت علي بن أبي طالب، وهي ابنة فاطمة بنت رسول الله - صلى الله عليه وسلم - ودخل بها في ذي القعدة.
- عزل عمر بن الخطاب المغيرة بن شعبة عن البصرة، واستعمل عليها أبا موسى

### 18 هـ
- وقوع طاعون عمواس في بلاد الشام في أيام خلافة عمر بن الخطاب سنة 18 هـ «640م» بعد فتح بيت المقدس، ومات فيه كثير من المسلمين ومن صحابة النبي محمد
- عام الرمادة، أصاب الناس مجاعة شديدة وجدب وقحط، وكانت الريح تسفي ترابا كالرماد فسمي عام الرمادة
- بناء جامع الكوفة

### 19 هـ
- فتح قيسارية